# حسین افشین
حسین افشین (زادهٔ ۱۳۵۹) استاد تمام مهندسی مکانیک دانشگاه صنعتی شریف و معاون علمی، فناوری و اقتصاد دانش‌بنیان رئیس‌جمهور در دولت چهاردهم جمهوری اسلامی ایران است.

## تحصیلات
او تحصیلات دانشگاهی خود را در رشته مهندسی مکانیک آغاز کرد و در سال ۱۳۸۱ مدرک کارشناسی خود را از دانشگاه صنعتی اصفهان دریافت کرد. اشتیاق او برای پژوهش و نوآوری، او را به ادامه تحصیل در دانشگاه صنعتی شریف سوق داد، جایی که در مقاطع کارشناسی ارشد و دکتری، مهارت‌های تخصصی خود را در حوزه مهندسی مکانیک تکمیل کرد. در سال ۱۳۸۸، او موفق به اخذ مدرک دکتری از همین دانشگاه شد.

## سوابق
افشین پیش‌تر معاون زیربنایی و امور تولیدی مرکز پژوهش‌های مجلس شورای اسلامی، قائم مقام معاونت دانشجویی دانشگاه صنعتی شریف و رئیس پژوهشکده علوم و فناوری‌های انرژی، آب و محیط زیست این دانشگاه بوده است.

## عضویت در کابینه دولت چهاردهم
رئیس‌جمهور مسعود پزشکیان در حکمی به تاریخ ۲۰ مرداد ۱۴۰۳، او را به عنوان معاون علمی، فناوری و اقتصاد دانش‌بنیان رئیس‌جمهور منصوب کرد. پزشکیان طی حکمی دیگر در ۱۱ شهریور ۱۴۰۳ وی را با حفظ سمت به عنوان رئیس بنیاد ملی نخبگان منصوب کرد.